# Cynometra ananta
Cynometra ananta é uma espécie de árvore da família Fabaceae, encontrada nas florestas da África Ocidental, na Libéria, Guiné, Serra Leoa e Costa do Marfim.  É encontrada com facilidade e muito frequente como árvore dominante na Floresta Tropical pluvial da Libéria. Possui madeira de alta densidade e ótima qualidade e é muito explorada para exportação em toras.